# Kimi no Gin no Niwa
 (mai 2024).
Si vous disposez d'ouvrages ou d'articles de référence ou si vous connaissez des sites web de qualité traitant du thème abordé ici, merci de compléter l'article en donnant les références utiles à sa vérifiabilité et en les liant à la section « Notes et références ».
Singles de Kalafina
Hallelujah
(2013) Heavenly Blue
(2014)
Kimi no Gin no Niwa est le 14e single de Kalafina sorti sous le label Sony Music Entertainment Japan le 6 novembre 2013 au Japon. Il sort en quatre formats différents : CD, CD (anime ver.), CD+DVD et CD+Blu-ray. Il arrive 4e à l'Oricon. Il se vend à 37 259 exemplaires la première semaine et reste classé 14 semaines consécutives pour un total de 60 532 exemplaires vendus, puis revient dans le classement au cours de la semaine du 15 avril 2014 avec 216 exemplaires vendus et reste classé 2 semaines consécutives pour un total de 390 exemplaire vendus.
Kimi no Gin no Niwa et Misterioso ont été utilisés comme thèmes pour l'anime Puella Magi Madoka Magica : Hangyaku no Monogatari.

## Liste des titres
| 1. | Kimi no Gin no Niwa (君の銀の庭)                |  |
| 2. | misterioso                                      |  |
| 3. | Tsuioku (追憶)                                  |  |
| 4. | Kimi no Gin no Niwa (instrumental) (君の銀の庭) |  |

| 1. | Kimi no Gin no Niwa PV (君の銀の庭) |  |